# Cathy Kietzer
Cathy Kietzer (* 27. Januar 1943 in Hjørring, Dänemark) ist eine dänische  Kommunalpolitikerin (SPD) in Deutschland. Von 1998 bis 2003 und von 2008 bis 2013 war sie Stadtpräsidentin von Kiel. Von 2003 bis 2008 war sie Vorsitzende der SPD-Fraktion in der Kieler Ratsversammlung.

## Leben
Die gebürtige Dänin zog wegen der Liebe zu ihrem Mann Klaus nach Kiel, ihre Staatsbürgerschaft behielt sie auch später. Erst eine Wahlrechtsreform für EU-Ausländer machte ihre Kandidatur für die Ratsversammlung möglich. Kietzer hat einen Sohn und ist von Beruf Dolmetscherin.
Sie vertrat den Wahlkreis Mettenhof-West. Während ihrer Ratsmitgliedschaft gehörte sie u. a. dem Vorstand des Städtetags SH, dem Kieler Woche-Marketing Aufsichtsrat, dem Verwaltungsrat des Theaters Kiel, dem Verwaltungsrat der Sparkasse Kiel, dem Kunstbeirat und dem Arbeitskreis Städtesolidarität an.
Kietzer gehört sie folgenden Organisationen an: Landeskulturverband Schleswig-Holstein e. V. (Schriftführerin), Ev. Kirche, AWO, Hof Akkerboom, Verein zur Förderung der Kirchenmusik im Brigitte-Thomas-Haus, Fördergemeinschaft Ngelani Waisenkinder an der Ev. Thomasgemeinde, Verein zur Förderung der Kriminalitätsverhütung der LHS Kiel, Gesellschaft der Freunde des Theaters in Kiel, Vereinigung zur Förderung der Forschung und Lehre an der Christian-Albrechts-Universität zu Kiel, Kulturforum Schleswig-Holstein, Schleswig-Holstein Musik Festival, Verein der Freunde der Festung Friedrichsort, Gesellschaft für Kieler Stadtgeschichte, Deutsch-Dänische Gesellschaft, Kieler Presse Klub
In den Jahren vor ihrer Ratsmitgliedschaft war sie bereits Vorsitzende des SPD-Ortsverein Mettenhof/Hasseldieksdamm.
Seit dem Jahr 2014 ist sie Vorsitzende des Hochschulrats der Fachhochschule Flensburg.
Im Dezember 2014 wurde sie mit der Willy-Brandt-Medaille ausgezeichnet.